# Banco de Cabo Verde
O Banco de Cabo Verde (BCV) é o banco central de Cabo Verde. Sua sede situa-se em Praia, na Ilha de Santiago.

## História
O Banco de Cabo Verde foi estabelecido em 1975, como um banco central e comercial pelo governo, que criou-o para nacionalizar as operações do banco colonial português, Banco Nacional Ultramarino, que havia estabelecido sua primeira filial em Cabo Verde no ano de 1865. Em 1993, o governo cabo-verdiano separa as funções comerciais do Banco de Cabo Verde para estabelecer o Banco Comercial do Atlântico, cujo este foi privatizado no ano de 1998.